# 제주특별자치도서귀포의료원
제주특별자치도서귀포의료원(濟州特別自治道西歸浦醫療院, Jeju Special Self-government Provincial Seoguipo Medical Center)은 제주특별자치도 서귀포시를 관할하는 제주특별자치도청 산하의 공공병원이다. 제주특별자치도 서귀포시 장수로 47에 위치하고 있다.

## 연혁
- 1964년 제주도립 제주병원 서귀포분원 설치
- 1976년 제주도립 서귀포병원으로 승격
- 1983년 지방공사제주도 서귀포병원으로 변경
- 1994년 종합병원으로 승격
- 2007년 제주특별자치도 서귀포의료원으로 변경
- 2013년 신축 이전, 개원

## 진료과목
내과, 외과, 가정의학과, 신경과, 소아청소년과, 산부인과, 신경외과, 정형외과, 이비인후과, 응급의학과(응급실), 마취통증의학과(수술실), 영상의학과, 진단검사의학과

## 같이 보기
- 병원